# Unraveling Emily
Unraveling Emily (deutsch „Emily enträtselnd“) ist ein Jazzalbum von Jay Clayton und Kirk Nurock. Die wohl 2017 entstandenen Aufnahmen erschienen am 3. November 2017 auf Sunnyside Records.

## Hintergrund
Poesie ist in der Regel ein Werkzeug der klassischen Musik, schrieb Andy Jurik. Seit Hunderten von Jahren vertonen Komponisten Gedichte als Mittel, um mit den Worten von Autoren Gefühle hervorzurufen – oder neue Bedeutungen zu konstruieren – eine Tradition, die von John Dowland über Franz Schubert bis hin zu Ned Rorem und darüber hinaus vertreten wird. Auch wenn traditionell im Jazz unterrepräsentiert, hätten sich eine Handvoll moderner Interpreten der Aufgabe gestellt, zu erforschen, wie Texte in einem fließenderen, weniger starr strukturierten Kontext umgesetzt werden können. Unraveling Emily, entstanden in Zusammenarbeit zwischen dem Pianisten Kirk Nurock und der Sängerin Jay Clayton, baut auf diesem relativ neuen Trend auf, [etwa die Projekte von Robert Creeley/Steve Swallow, Robert Pinsky/Laurence Hobgood, Jayne Cortez mit The Firespitters und von Amiri Baraka mit Jamaaladeen Tacuma und David Murray] indem sie die Poesie von Emily Dickinson mittels Improvisation, Studio-Nachbearbeitungen und surreale kompositorische Klanglandschaften umsetzten, so Jurik.

## Titelliste
- Jay Clayton & Kirk Nurock: Unraveling Emily (Sunnyside SSC 1443)[3]

1. Still We Know (Prologue) 1:08
2. All This and More 3:54
3. My Letter to the World 2:11
4. Will There Really Be a Morning? 2:17
5. Hope 1:07
6. I May Remember Him 3:46
7. Wild Nights 2:32
8. A Something in a Summer’s Day 4:47
9. This More And All 2:13
10. I’m Nobody 2:07
11. Emily’s Piano 2:05
12. World / Letter / Majesty 2:10
13. All And More This 3:20
14. How Happy I Was 1:00
15. Morning, May Remember 4:54
16. I’ve Seen s Drying Eye 1:00
17. I Never Spoke with God 2:19
18. Perchance Eternity 2:14
19. To Possibility 2:00

Due Liedtexte stammen von Emily Dickinson, die Musik von Jay Clayton und Kirk Nurock.

## Rezeption
Nach Ansicht von Andy Jurik (Pop Matters) könnte das Album für den gelegentlichen Jazz-Hörer wie eine Zufallssammlung wirken. „I May Remember Him“ würde perfekt in das Great American Songbook passen, aber das theatralische „How Happy I Was“ könnte mit seiner Rezitation und dem verstimmten Klavierwalzer einige herausfordern. Jay Clayton sei unbestreitbar eine virtuose Sängerin mit einem Ton und Sinn für Phrasierung, der Reife mit Energie und Begeisterung verbinde. Ihre Verwendung von kindlichem Kauderwelsch für koloristische Effekte funktioniere, wenn sie in avantgardistisches Terrain vordringt, aber nicht jeder wisse die experimentelle Ausrichtung zu schätzen.
Das Thema des Kampfes mit Emily Dickinsons Geist würde sich durch die Platte ziehen, durch ihre Gedichte sowie durch das Gefühl, sich mit der Vergangenheit zu versöhnen, meinte Andy Jurik weiter. Dickinson sei dafür bekannt gewesen, auf dem Piano zu improvisieren, was durch die Einbeziehung einer beträchtlichen Menge verstimmter Klaviere, die nostalgische Walzer spielten, angedeutet würde. Vielleicht bringe das Instrumental „Emily’s Piano“ den Zeitgeist des Albums auf den Punkt: eine moderne und dennoch respektvolle Auseinandersetzung mit der Vergangenheit als Ausgangsmaterial.